# 陳啟泰 (同治進士)
陳啟泰（1847年—1909年），字寶孚，一字伯平，號意園、又号臞庵，湖南長沙縣人。清朝政治人物。

## 生平
同治六年（1867年）丁卯科舉人，同治七年（1868年）戊辰科進士。選翰林院庶吉士，散館授編修。光緒七年（1881年）授山西道監察御史，改廣東道、河南道。光緒八年（1882年）彈劾太常寺卿周瑞清受賄，引出雲南報銷案。光緒九年（1883年）外放山西大同府知府，光緒十六年（1890年）改直隸大名府知府，調保定府。光緒二十三年（1899年）升雲南迤東道，署雲南布政使。光緒二十八年（1902年）調直隸通永道，署直隸按察使。光緒三十一年（1905年）任安徽按察使，次年升江蘇布政使。光緒三十三年（1907年）任江蘇巡撫。